# Gemelli Careri
Giovanni Francesco Gemelli Careri (Taurianova, 1651— Nápoles, 1725) fue un aventurero y viajero italiano del siglo XVII, recordado por ser uno de los primeros europeos que completaron una vuelta al mundo sin usar medios de transporte propios, pagando su pasaje en diferentes medios. En sus viajes se inspiró Jules Verne para su novela La vuelta al mundo en ochenta días (1872). Algunos sospecharon que espiaba para el Vaticano en sus viajes.

## Biografía
Gemelli Careri nació en Taurianova en 1651, y murió en Nápoles en 1725. Obtuvo el doctorado en Derecho en la Universidad de los Jesuitas de Nápoles y después de terminar sus estudios entró en la Judicatura, aunque por poco tiempo. En 1685 se dedicó a viajar por Europa (Francia, España, Hungría y Alemania), y en ese viaje fue herido durante el asedio de la ciudad de Buda.
En 1687 regresó a Nápoles y volvió a entrar en la Judicatura. También comenzó a trabajar en sus primeros dos libros, Relazione delle Campagne d'Ungheria (1689), con Matteo Egizio de coautor, y en Viaggi in Europa (1693). En esa época Gemelli sufrió varias frustraciones en el desempeño de su profesión legal y se le negaron ciertas oportunidades al no tener un origen aristocrático. Finalmente, decidió abandonar su carrera para hacer un viaje alrededor del mundo. Ese viaje, que duró cinco años, lo llevaría a escribir su libro más conocido, Giro Intorno al Mondo, publicado en seis volúmenes en 1699-1700.

### Viaje alrededor del mundo
Gemelli Careri comenzó su viaje alrededor del mundo en 1693 con una visita a Egipto, Constantinopla y Tierra Santa. En esa época, la ruta del Próximo Oriente ya empezaba a ser un ingrediente común de cualquier viaje al extranjero, una etapa que ya no merecía la pena contar. Sin embargo, a partir de allí este turista italiano recorrería caminos menos transitados. Después de cruzar Persia y Armenia visitó el sur de la India y entró en China, donde los misioneros jesuitas supusieron que un viajero italiano tan inusual podría ser un espía al servicio del papa. Este malentendido fortuito le abrió muchas de las puertas más inaccesibles del país y Careri llegó a visitar al emperador en Pekín, asistió a las celebraciones de la Fiesta de las Linternas y recorrió la Gran Muralla China.

### Llegada a México
Desde Macao, Careri navegó hasta las islas Filipinas, donde se quedó durante dos meses mientras esperaba la salida del galeón de Manila. Según describió en su diario, el último medio año del viaje transoceánico que duró un total de 5, terminó en Acapulco. Fue un viaje lleno de inconvenientes, desde alimentos en mal estado, brotes epidémicos, y ocasionales tormentas. 
Llegó a México en la última década del s.XVII, desembarcando en el puerto de Acapulco, que según sus descripciones, en ese momento se trataba de una modesta aldea habitada por pescadores negros y mulatos, pero que se convertía en un próspero y concurrido mercado cada vez que llegaban embarcaciones cargadas de mercancías provenientes de Asia y Sudamérica. 
Su relación cercana con el virrey José Sarmiento de Valladares y con el gobernador de Nuevo México, con quien había trabado amistad en Nápoles, así como la curiosidad que despertaban sus relatos que nadie en Nueva España conocía, como la muralla china o las pirámides de Egipto, contribuyeron a que tuviera una rápida aceptación entre las clases altas novohispanas.
En la Ciudad de México sostuvo una relación estrecha de amistad con el erudito mexicano, Carlos de Siguenza y Gongora, así como con los descendientes de Fernando de Alva Ixtlixóchitl, Juan y Pedro de Alva. También consiguió ganarse la confianza de los indios, consiguiendo que algunos de estos aceptaran pasar por alto las estrictas leyes de la inquisición y proporcionarle varios manuscritos y pinturas indígenas que habían ocultado celosamente por temor a ser quemados en la hoguera, como había ocurrido con el indio noble Carlos Ometochtzin.
Su curiosidad insaciable lo llevó más allá de la capital, visitando varias ciudades mineras y las antiguas ruinas de Teotihuacán, donde realizó estudios y excavaciones, incluyendo fragmentos de la gran escultura que coronaba la pirámide del sol, conocida como Tonacatecuhtli, así como otras 3 piezas del complejo escultórico "los hermanos de la luna" (hoy desaparecidas) que había sido mandada destruir junto con otras 20 000 esculturas por el primer arzobispo de México Juan de Zumárraga. 
Obra de Careri es la primera equivalencia calendárica entre los calendarios prehispánico y occidental, basándose en estimaciones matemáticas a partir de eventos astronómicos registrados en las cronologías de Fernando de Alva Ixtlixóchitl, que Careri pudo consultar gracias a que fueron rescatadas de los incendios del motín insurgente de 1692, por su amigo Carlos de Sigüenza y Góngora.
Careri atribuyó la construcción de la ciudad de Teotihuacán a los olmecas, a quienes buscó relacionar con inmigrantes llegados desde oriente provenientes de la Atlántida, tratando de reconstruir un fondo histórico que homologara los relatos griegos con los hallazgos arqueológicos americanos.
Entre las anécdotas vividas en México destaca su paso por la población de Zumpango del Río, en el actual Estado de Guerrero, ya que estando acampado en el cañón del Zopilote fue sorprendido por un sismo que según sus propias palabras «duró lo que dos padrenuestros». 
Tras cinco años de vagar alrededor del mundo, Gemelli Careri regresó a Europa desde Cuba en la flota de Indias.

## Publicaciones
- Relazione delle Campagne d'Ungheria (1689);
- Viaggi in Europa (1693);
- Giro Intorno al Mondo (1699) (publicado en Londres en 1704, en traducción inglesa, como Voyage Round the World; y en París en 1719, en traducción francesa, como Voyage du Tour du Monde).